# Bodebrunnen in Weimar

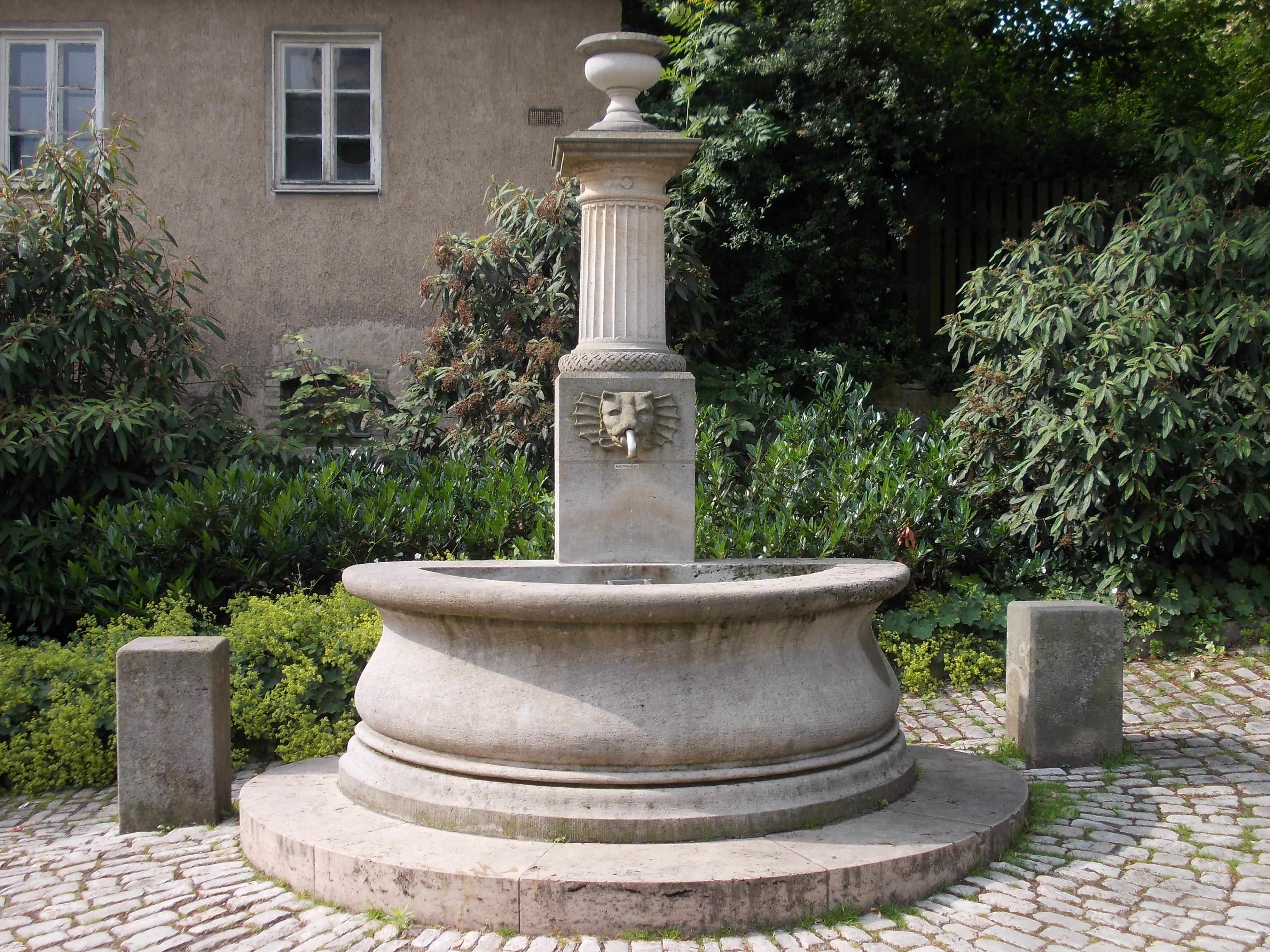
Bodebrunnen an der Gabelung Wagnergasse/Brühl

Bodebrunnen (auch Brunnen am Brühl) ist der Brunnen wie auch der Name des dreieckig angelegten Platzes an der Gabelung Brühl/Wagnergasse vor dem Haus Brühl 7a im Bereich der Jakobsvorstadt in Weimar. Seinen Namen hat er nach dem regional bekannten Schriftsteller Wilhelm Bode (1862–1922), der in der Wagnergasse 17 wohnte und über Goethe schrieb.
Errichtet wurde der Zierbrunnen bereits 1856 zur Zeit von Maria Pawlowna. Die Brunnenschale aus Sandstein steht auf einem kreisrunden Travertinsockel. Die kannelierte Ziersäule wird von einem henkellosen Krater bekrönt. Der Wasserspeier am Sockel ist ein Löwenkopf, der an diesem Brunnen in Weimar nicht der einzige ist. Errichtet wurde er möglicherweise vom Steinhauer Adam Gleim aus Berka. Hans-Joachim Leithner weist die Urheberschaft dieses Brunnen hingegen Carl Dornberger zu.
Im Jahr 1945 wurde der Brunnen durch Kriegseinwirkungen beschädigt. Er verschwand 1950 und wurde erst lange nach der Wende nach alten Vorlagen wieder errichtet. Durch 1996 erfolgte Grabungen wurde der ursprüngliche Standort des Brunnens ermittelt. Im Zuge der Vorbereitungen Weimars zur Kulturhauptstadt Europas 1999 wurden die Mittel für die Rekonstruktion des Brunnens bereitgestellt, der 1998 enthüllt wurde.